# 圆柏寄生
圆柏寄生（学名：Arceuthobium oxycedri）为桑寄生科油杉寄生属下的一个种。